# Chapelle royale de Gdańsk
La Chapelle Royale de Gdańsk (en polonais Kaplica Królewska) est une chapelle catholique de style baroque située dans la ville principale de Gdańsk.

## Histoire
Elle a été édifiée dans les années 1678-1681 à l'initiative des catholiques de Gdańsk avec l'aide du roi Jan III Sobieski. Elle a été construite comme chapelle catholique temporaire pour les fidèles à une époque où l'église Sainte-Marie était aux mains des protestants. 

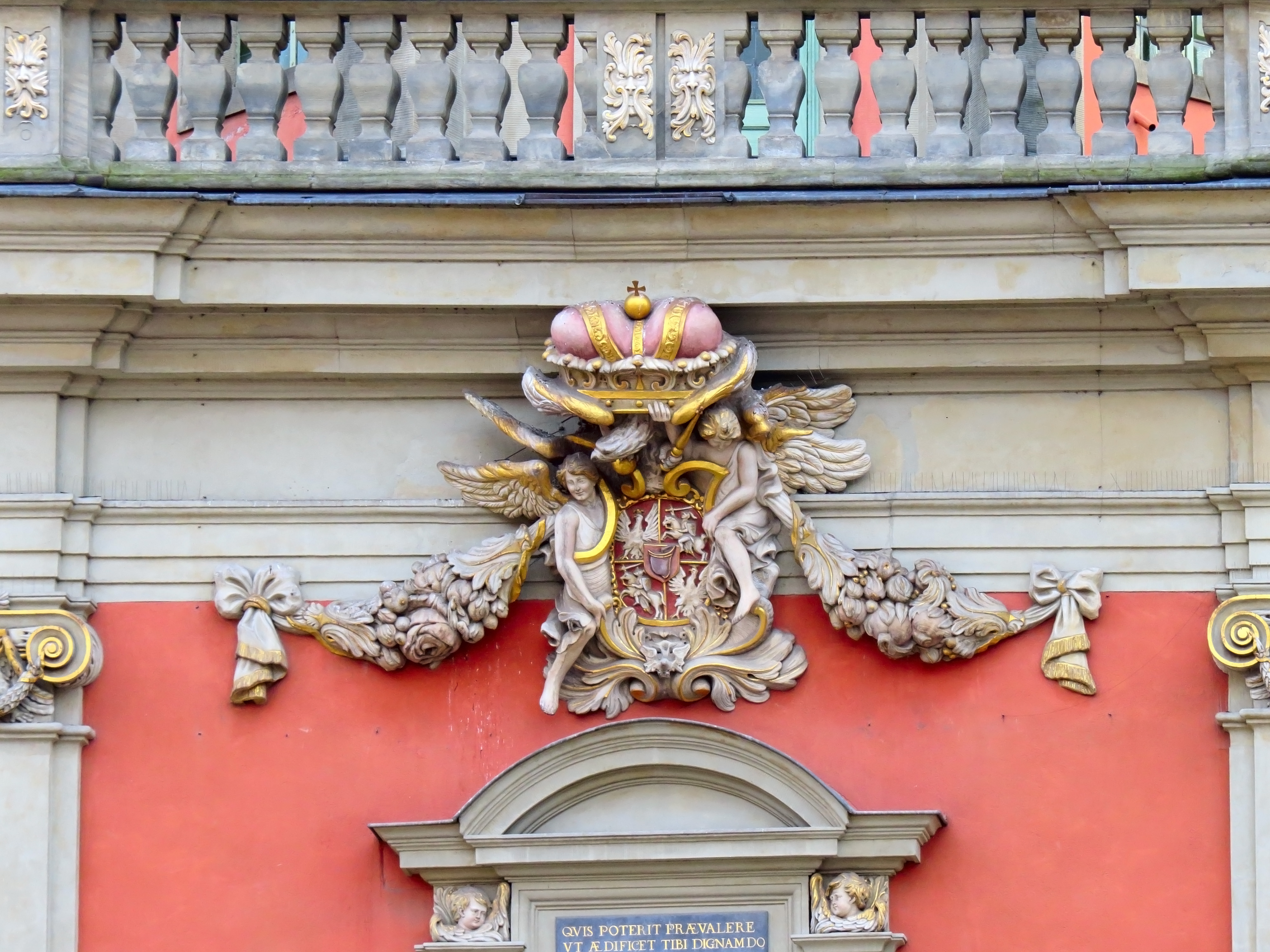
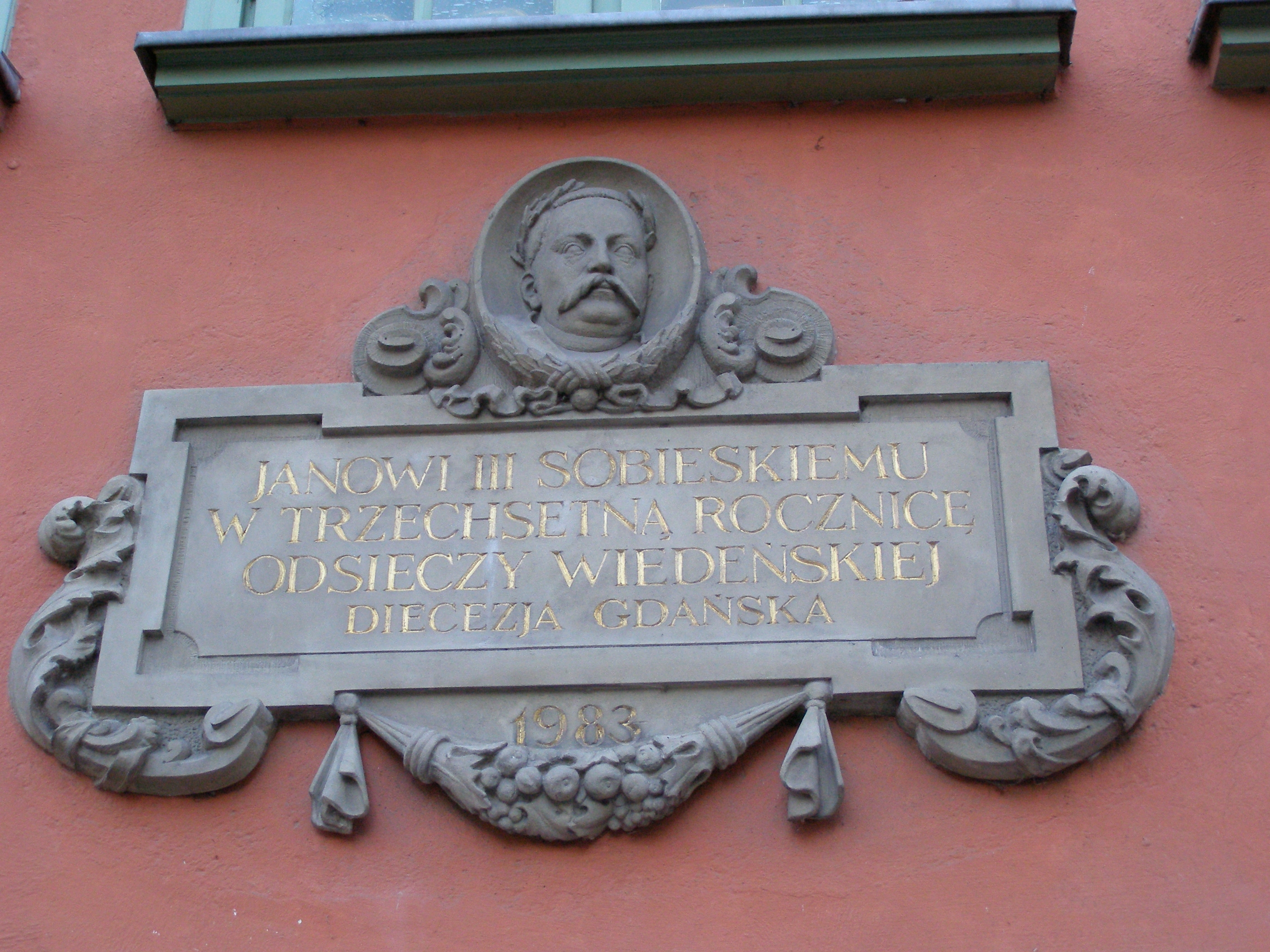
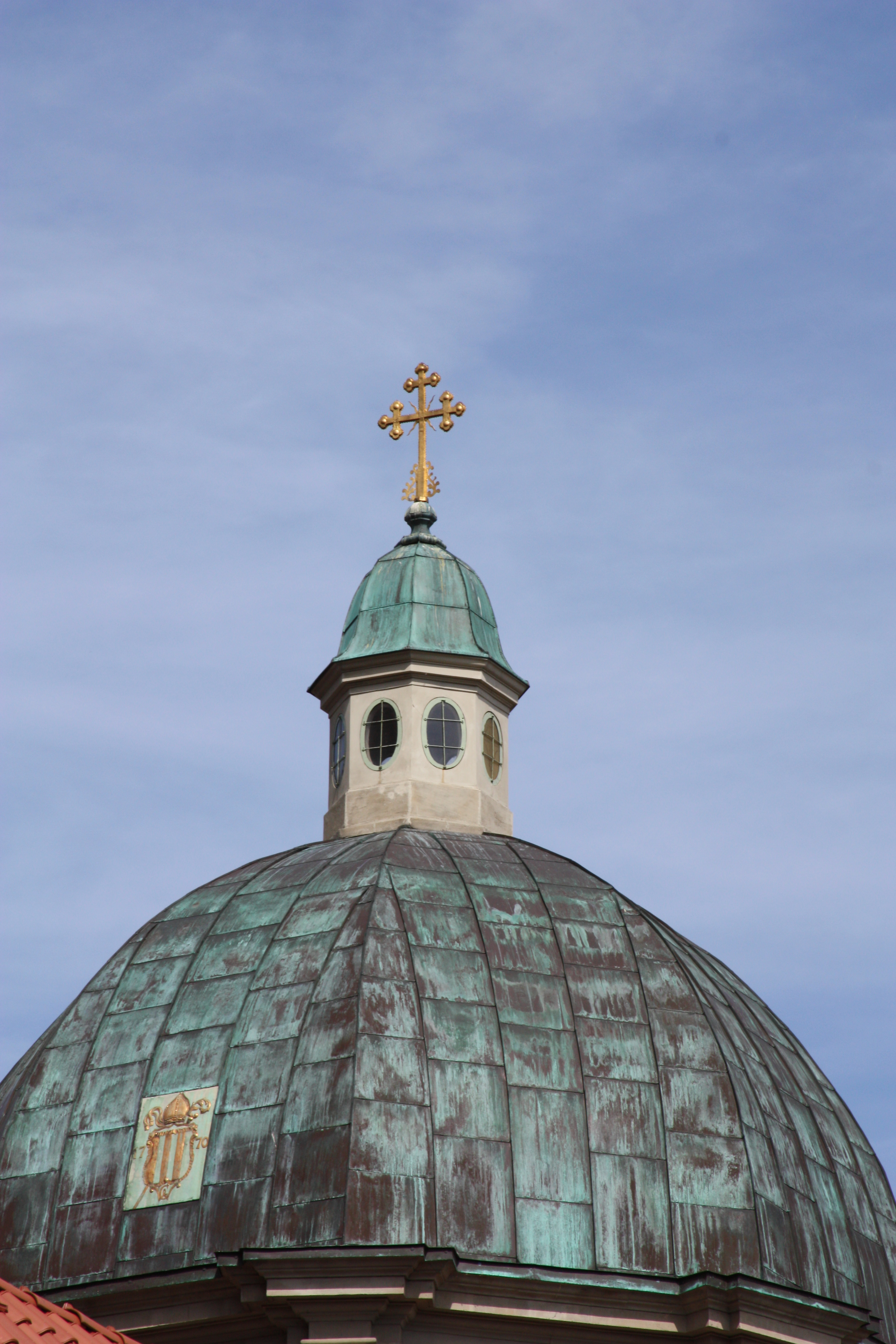